# Charles Mantelet
Charles Mantelet (París, 10 de novembre de 1894 - París, 2 de maig de 1955) va ser un ciclista francès, que va córrer entre 1917 i el 1930. La seva única victòria destacada fou la París-Tours de 1918.

## Palmarès
- 1914
  - 1r a la París-Évreux
- 1918
  - 1r a la París-Tours
  - 2n a la Tours-París
- 1921
  - 2n al Circuit de Xampanya
- 1923
  - 2n al Circuit de París